# Мелколепестник едкий подвид дребакский
Мелколепестник едкий подвид дребакский, или Мелколепестник дребакский, или Мелколепестник крупнолистный — двулетнее травянистое растение, вид рода Мелколепестник семейства Сложноцветные (Compositae).

## Название
Научное латинское название erigeron происходит от корней др.-греч. ἦρι (êri, эри-) со значением «раннее утро, ранний» и др.-греч. γέρων (gérōn, -герон) со значением «старик», что по всей видимости является отсылкой к появлению беловолоскового опушения семян вскоре после цветения или густоопушенным корзинкам созревающих семян, напоминающих седую голову.
Видовой эпитет acris является видоизмененной формой прилагательного лат. ācer со значениями «острый, едкий, горький, кислый».
В качестве названия подвида droebachiensis использован видовой эпитет таксона Erigeron droebachiensis, который ранее являлся самостоятельным, но после уточнения классификации и понижения до ранга подвида находится в статусе устаревшего синонима. Само название лат. droebachiensis относится к норвежскому городу Drøbak.
Русскоязычное родовое название мелколепестник отражает характерную особенность многих видов, имеющих многочисленные узкие краевые язычковые цветки («лепестки»), включено в словарь Анненкова (1878 год), но отсутствует у Даля. В современной литературе и интернет-источниках в качестве названия встречается транслитерация с латыни эригерон. Видовой эпитет едкий является смысловым переводом с латыни, на интернет-ресурсах изредка встречается синонимичное название мелколепестник острый, однако, не закрепленное в авторитетных источниках. Эпитет подвида является топонимом, образован от названия норвежского города Дрёбак. Полный русскоязычный вариант названия подвида в авторитетных источниках не встречается.

## Ботаническое описание
При достаточно большой схожести многих подвидов таксона Мелколепестник едкий, Мелколепестник едкий подвид дребакский отличается бо́льшим количеством стеблевых листьев (ок. 7 против 4-5 у других); меньшей длиной междоузлий (2,1-2,8 см против 3,0-3,6 у других); степенью опушенности/количеством волосков на стебле и кромке листа (больше, чем у E. acris subsp. politus, но существенно меньше, чем у E. acris subsp. acris) и бо́льшим количеством цветочных корзинок (в среднем 15-22 против 7-11 у других). От практически идентичного подвида Erigeron acris subsp. brachycephalus отличается преимущественно белой окраской язычковых цветков корзинки.
Двулетнее или многолетнее монокарпическое травянистое растение (30)40-50(120) см высотой, с выраженным стержневым корнем. Стебель обычно единственный, прямостоячий, зелёный или фиолетовый, до 5 мм толщиной, в верхней части разветвлённый, негусто опушён многоклеточными разветвлёнными волосками, а также короткими прижатыми простыми волосками, под корзинками — также очень короткими железистыми волосками.
Листья зелёные, с рассеянным простым опушением, прикорневые и нижние стеблевые — 2,5—15×0,3—1,8 см, обратноланцетовидной формы, с цельным или редко- и мелкозубчатым краем, вскоре отмирающие, черешковые; средние стеблевые — 1,5—10×0,2—1,3 см, ланцетовидные или продолговато-ланцетовидные, с цельным краем, сидячие; верхние — прогрессивно уменьшающиеся.
Корзинки 30-50 штук, собраны в метёлки, 1,1—2×0,8—1,1 см, с ширококолокольчатой или полушаровидной обёрткой с 4 рядами листочков. Наружные листочки 0,5 мм длиной, бледно-зеленые, ланцетовидные, покрытые оттопыренным многоклеточным опушением, обычно также с очень коротким железистым. Внутренние листочки 6—7 мм длиной, с узким белым плёнчатым краем, по жилке с коротким железистым и немногочисленным простым опушением. Наружные язычковые цветки пестичные, 7—8 мм длиной, с трубкой 3—3,5 мм длиной, отгиб 4—4,5 мм длиной, линейный. Окраска преимущественно белая, реже фиолетовая или двухцветная. Внутренние краевые цветки с укороченным язычком, 3—3,5 мм длиной. Срединные цветки трубчатые, обоеполые, 4—5,2 мм длиной, узкоконические, жёлтые, с розовым столбиком.
Семянки 1,5—1,8 мм длиной, продолговато-ланцетовидной формы, светло-коричневые, покрытые полуприжатым простым опушением, с рыжеватым хохолком 3,7—7 мм длиной.

## Распространение
Природный ареал охватывает Прибалтику, Швецию, Финляндию, Северный Кавказ, Центральную и Восточную Европу, Европейскую часть России, в том числе в Ленинградскую область.

## Классификация

### Таксономия
В связи с высокой вариативностью видов и нижестоящих таксонов мелколепестника, систематика рода по настоящее время продолжает уточняться и корректироваться. Так в некоторых источниках предполагается синонимичность подвидов Erigeron acris subsp. brachycephalus и Мелколепестник едкий подвид дребакский. Специальное исследование с использованием статистического инструментария показало, что эти два подвида схожи по 22 из 23 признаков, различаясь лишь по окраске язычковых цветков — если у E. acris subsp. brachycephalus среди гербарных образцов примерно равная доля бело-, фиолетово- и двухцветных экземпляров, то у Мелколепестника едкого подвид дребакский белоцветковые растения встречаются в 6 раз чаще фиолетовых. Различия по другим признакам не превышают статистической погрешности.
Erigeron acris subsp. droebachiensis (O.F.Müll.) Arcang., 1882, Comp. Fl. Ital. : 340
Таксон Мелколепестник едкий подвид дребакский относится к виду Мелколепестник едкий (Erigeron acris) рода Мелколепестник (Erigeron) семейства Астровые (Asteraceae) порядка Астроцветные (Asterales). Кладограмма в соответствии с Системой APG IV:
|  |                                      |  |                                   |                                   |                    |  | ещё 10 семейств | ещё 10 семейств |                      |  |  |  | еще 468 подтвержденных и 371 в статусе "непроверенных" видов и инфравидовых таксонов | еще 468 подтвержденных и 371 в статусе "непроверенных" видов и инфравидовых таксонов |  |  |
|  |                                      |  |                                   |                                   |                    |  | ещё 10 семейств | ещё 10 семейств |                      |  |  |  | еще 468 подтвержденных и 371 в статусе "непроверенных" видов и инфравидовых таксонов | еще 468 подтвержденных и 371 в статусе "непроверенных" видов и инфравидовых таксонов |  |  |
|  |                                      |  |                                   | порядок Астроцветные              |                    |  |                 |                 | род Мелколепестник   |  |  |  |                                                                                      | Мелколепестник едкий подвид дребакский                                               |  |  |
|  |                                      |  |                                   | порядок Астроцветные              |                    |  |                 |                 | род Мелколепестник   |  |  |  |                                                                                      | Мелколепестник едкий подвид дребакский                                               |  |  |
|  | отдел Цветковые, или Покрытосеменные |  |                                   |                                   | семейство Астровые |  |                 |                 | Мелколепестник едкий |  |  |  |                                                                                      |                                                                                      |  |  |
|  | отдел Цветковые, или Покрытосеменные |  |                                   |                                   |                    |  |                 |                 |                      |  |  |  |                                                                                      |                                                                                      |  |  |
|  |                                      |  | ещё 63 порядка цветковых растений | ещё 63 порядка цветковых растений |                    |  |                 | ещё 1804 рода   | ещё 1804 рода        |  |  |  | еще 14 инфравидовых таксонов                                                         |                                                                                      |  |  |
|  |                                      |  |                                   | ещё 63 порядка цветковых растений |                    |  |                 |                 | ещё 1804 рода        |  |  |  |                                                                                      |                                                                                      |  |  |

### Синонимы
- Erigeron acris subsp. macrophyllus  (Herbich) Soó
- Erigeron acris subsp. macrophyllus  (Herbich) Gutermann
- Erigeron droebachensis  O.F.Müll.
- Erigeron droebachensis  O.Muell.
- Erigeron droebachiensis  O.F.Müll.
- Erigeron macrophyllus  Herbich